# Mount Breckinridge
Mount Breckinridge ist ein 2050 m hoher Berg im ostantarktischen Enderbyland. In den Napier Mountains ragt er 6 km südlich des Stor Hånakken auf.
Norwegische Kartografen, die ihn Langnuten (norwegisch für Langer Gipfel) benannten, kartierten ihn anhand von Luftaufnahmen, die im Rahmen der Lars-Christensen-Expedition 1936/37 entstanden. Australische Kartografen präzisierten diese Kartierung anhand von Luftaufnahmen, die 1956 im Rahmen der Australian National Antarctic Research Expeditions angefertigt wurden. Das Antarctic Names Committee of Australia (ANCA) benannte ihn nach dem US-amerikanischen Meteorologen John E. Breckinridge, der 1961 auf der Wilkes-Station tätig war.